# Herbert Ross
Herbert David Ross (* 13. Mai 1927 in Brooklyn, New York; † 9. Oktober 2001 in New York City) war ein US-amerikanischer Choreograf und Filmregisseur.

## Leben
Ross begann seine Karriere als Tänzer und Choreograf, was ihn in seiner Regiearbeit besonders zu den Verfilmungen von Musicals hinzog. Seine ersten Choreografien für den Film erarbeitete er in den 1950er Jahren für Filme wie Carmen Jones von Otto Preminger. In den 1960er Jahren für Doktor Dolittle und Funny Girl mit Barbra Streisand.
Herbert Ross wurde einmal für einen Oscar nominiert und gewann einen Golden Globe als bester Regisseur jeweils für den Film Am Wendepunkt, der aber vor allem durch den Umstand Filmgeschichte schrieb, dass er als erster Film bei elf Oscarnominierungen keinen einzigen gewann (2022 immer noch Rekord, seit 1985 gemeinsam mit Die Farbe Lila).
Ross war seit 1988 mit Lee Radziwill, der jüngeren Schwester von Jackie Kennedy, verheiratet, die selbst Schauspielerin war. Das Paar trennte sich kurz vor seinem Tod. Er starb im Alter von 74 Jahren an einer Herzinsuffizienz.

## Filmografie (als Regisseur)
- 1969: Goodbye, Mr. Chips – mit Peter O’Toole, Petula Clark und Michael Redgrave
- 1970: Die Eule und das Kätzchen (The Owl and the pussycat) – mit Barbra Streisand
- 1971: Tanja Baskin – Anruf genügt (T. R. Baskin) – mit Candice Bergen, Peter Boyle und James Caan
- 1972: Mach’s noch einmal, Sam (Play it again, Sam) – mit Woody Allen und Diane Keaton
- 1973: Sheila (The Last of Sheila) – mit Richard Benjamin, James Coburn und James Mason
- 1975: Funny Lady – mit Barbra Streisand, James Caan und Omar Sharif
- 1975: Die Sunny Boys (The Sunshine Boys) – mit Walter Matthau und George Burns
- 1976: Kein Koks für Sherlock Holmes (The Seven-Per-Cent Solution) – mit Nicol Williamson, Alan Arkin, Vanessa Redgrave, Robert Duvall, Laurence Olivier und Joel Grey
- 1977: Am Wendepunkt (The Turning Point) – mit Shirley MacLaine und Anne Bancroft
- 1977: Der Untermieter (The Goodbye Girl) – mit Richard Dreyfuss
- 1978: Das verrückte California-Hotel (California Suite) – mit Jane Fonda, Alan Alda, Michael Caine und Maggie Smith
- 1980: Nijnski – mit Alan Bates
- 1981: Tanz in den Wolken (Pennies from Heaven) – mit Steve Martin, Bernadette Peters und Christopher Walken
- 1982: Eigentlich wollte ich zum Film (I Ought to Be in Pictures) – mit Walter Matthau und Ann-Margret
- 1983: Max Dugans Moneten (Max Dugan Returns) – mit Matthew Broderick und Jason Robards
- 1984: Footloose – mit Kevin Bacon, Lori Singer und Dianne Wiest
- 1984: Protocol – Alles tanzt nach meiner Pfeife (Protocol) – mit Goldie Hawn
- 1987: Das Geheimnis meines Erfolges (The Secret of My Success) – mit Michael J. Fox und Helen Slater
- 1987: Giselle – Dancers (Dancers) – mit Mikhail Baryshnikov
- 1989: Magnolien aus Stahl – Die Stärke der Frauen (Steel magnolias) – mit Sally Field, Dolly Parton, Shirley MacLaine und Julia Roberts
- 1990: My Blue Heaven – mit Steve Martin und Joan Cusack
- 1991: Der Preis der Macht (True Colors) – mit John Cusack, James Spader und Richard Widmark
- 1993: Undercover Blues – Ein absolut cooles Trio (Undercover Blues) – mit Kathleen Turner, Dennis Quaid und Fiona Shaw
- 1994: Kaffee, Milch und Zucker (Boys on the Side) – mit Whoopi Goldberg, Mary-Louise Parker und Drew Barrymore

## Broadwayproduktionen als Choreograf und Regisseur
- 1951: A Tree grows in Brooklyn von George Abbott und Arthur Schwartz
- 1952: Three Wishes for Jamie von Ralph Blane
- 1954: House of Flowers von Truman Capote und Harold Arlen
- 1958: The Body Beautiful von Joseph Stein und Jerry Bock
- 1960: Finian's Rainbow von Fred Saidy und Burton Lane
- 1961: The Gay Life von Fay Kanin und Arthur Schwartz
- 1962: I Can Get It for You Wholesale von Jerome Weidman und Harold Rome
- 1963: Tovarich von David Shaw und Lee Pockriss
- 1964: Anyone Can Whistle von Stephen Sondheim
- 1965: Kelly von Eddie Lawrence und Moose Charlap
- 1965: Do I Hear a Waltz? von Arthur Laurents und Richard Rodgers
- 1965: On a Clear Day You Can See Forever von Alan Jay Lerner und Burton Lane
- 1977: Chapter Two von Neil Simon
- 1980: I Ought to Be in Pictures von Neil Simon